# KF Vora
Klubi Futbollit Vora is een Albanese voetbalclub uit Vorë. In het seizoen 2024/25 promoveerde de club als kampioen naar de Kategoria Superiore.
Apolonia ·
Besa · 
Burreli ·
Erzeni ·
Flamurtari · 
Kastrioti ·
Korabi · 
Kukësi ·
Lushnja ·
Pogradeci ·
Valbona ·
Vora